# Ford AJD-V6/PSA DT17

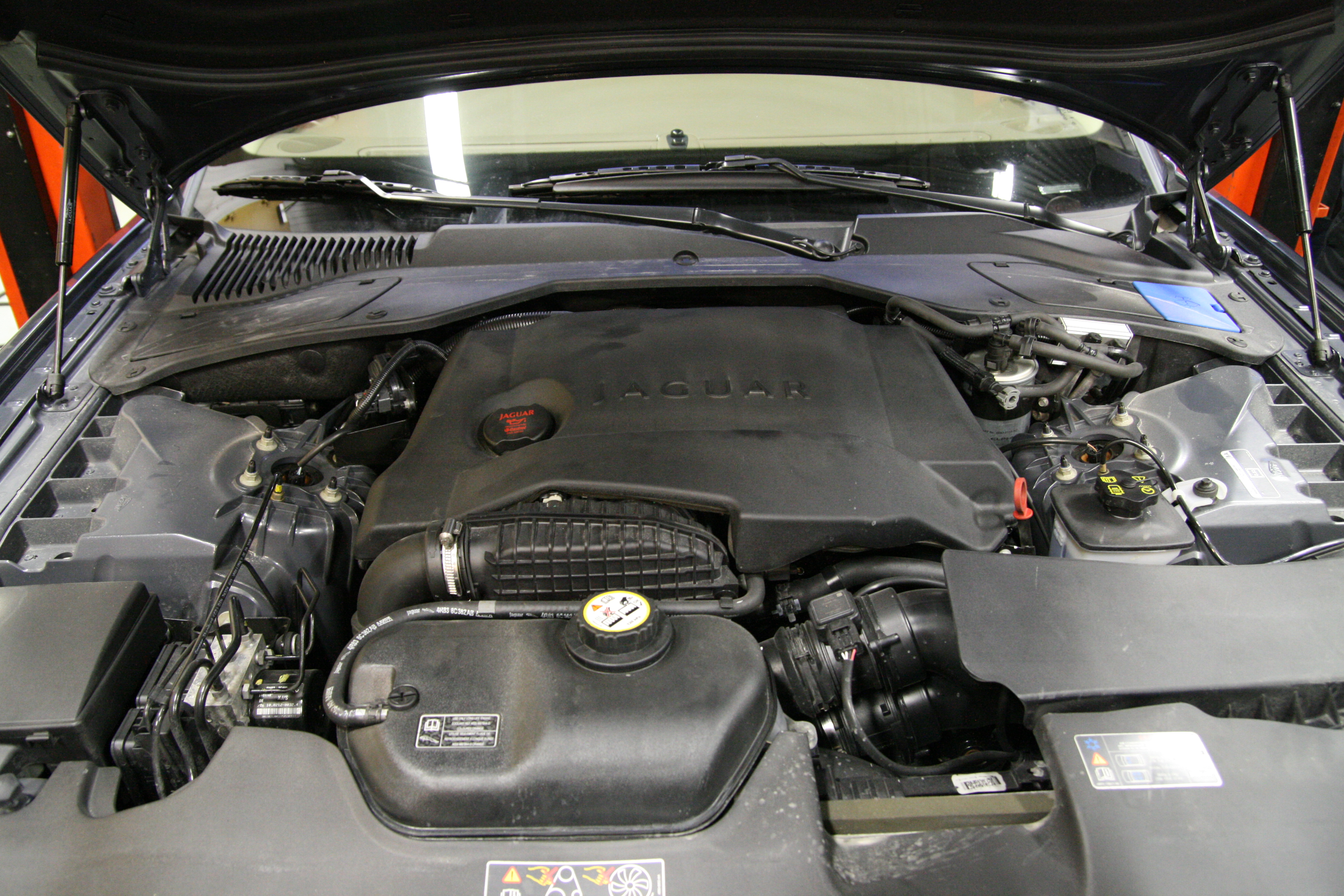
AJD-V6 на 2006 Jaguar XJ

Ford AJD — серия дизельных двигателей внутреннего сгорания с оригинальной архитектурой и измененяемым газораспределением, разработанных компанией Ford в Европе для автомобилей Jaguar и Land Rover. Также двигатели выпускаются подразделением PSA Group под индексом DT17/DT20. Каждый двигатель имеет одинаковое соотношение диаметра цилиндра и хода поршня, при этом объём V6 составляет 2720 см3, а V8 — 3630 см3. V6 выпускается с 2004 года, а V8 — с 2006 года. V6 соответствует стандарту Евро-4. С 2009 года подразделение PSA Group выпускает двигатель DT20 объёмом 2993 см3.

## Конструкция
Семейство двигателей Ford AJD включает в себя сдвоенные верхние распределительные валы, турбонаддувы с интеркулерами и железную головку блока цилиндров, что придаёт сухую массу 202 кг. Подача топлива осуществляется через аккумуляторную топливную систему с непосредственным впрыском.

## Lion V6
- Объём: 2,7—3,0 л (2720—2993 см3)
- Диаметр цилиндра: 81—84 мм
- Ход поршня: 88—90 мм
- Степень сжатия: 16,4:1—17,3:1
- Мощность: 140—225 кВт (188—302 л. с.)
- Крутящий момент: 440—700 Н⋅м

## Lion V8
- Объём: 3,6 л (3630 см3)
- Диаметр цилиндра: 81 мм
- Ход поршня: 90 мм
- Степень сжатия: 17,3:1
- Мощность: 200 кВт (272 л. с.)
- Крутящий момент: 640 Н⋅м